# Sd.Kfz. 13
De Maschinengewehrkraftwagen (Kfz.13) en de Funkkraftwagen (Kfz.14) waren beide Duitse pantserwagens gebouwd op het chassis van een Adler 4x4 personenwagen. De wagens waren voorzien van een lichte pantserbekleding en hadden een open bovenkant. De Maschinengewehrkraftwagen (Kfz.13) was bewapend met een enkele MG13 of MG34 gemonteerd achter een beschermingsschild. De Funkkraftwagen (Kfz.14) was alleen uitgerust met een langeafstandsradio en diende als radio-wagen. De Maschinengewehrkraftwagen (Kfz.13) en de Funkkraftwagen (Kfz.14) werden beide bij Aufklärungs (verkennings) bataljons geplaatst, maar de Sd.Kfz. 13 diende ook als bewapende troepentransportwagen.
Ze werden geproduceerd tussen 1932 en 1941 maar de productie verliep traag. Aan het eind van 1941 waren er maar 147 Kfz.13's en 40 Kfz.14's gemaakt door maatschappij Daimler-Benz.